# 亚布拉尼察区
亚布拉尼察区是塞爾維亞南部的行政区，行政中心为萊斯科瓦茨。该区西鄰科索沃，東鄰保加利亞。行政区面積为2,769平方公里，2022年人口数量为184,502人。

## 城市和市镇
亚布拉尼察区的范围包括一个城市和5个市镇：
- 萊斯科瓦茨（城市）
- 博伊尼克
- 茨爾納特拉瓦
- 萊巴內
- 梅德韋賈
- 弗拉索廷采